# Cantón de La Bastide-Clairence
El cantón de La Bastide-Clairence era una división administrativa francesa, situada en el departamento de los Pirineos Atlánticos y la región Aquitania.

## Composición

Comunas del cantón de La Bastide-Clairence.

El cantón de La Bastide-Clairence agrupa 5 comunas:
- Ayherre
- Briscous
- Isturits
- La Bastide-Clairence
- Urt

## Geografía
El cantón limitaba al norte con el cantón de Saint-Martin-de-Seignanx (distrito de Dax, departamento de Landas), al este con los cantones de Bidache y Saint-Palais, al sur con una parte del cantón de Hasparren y con el cantón de Iholdy, y al oeste con la otra parte del cantón de Hasparren.

## Historia
El cantón se fundó el 4 de marzo de 1790, en el curso de la instauración de los departamentos. Entonces formaba parte del "distrito de Ustaritz".
Con la fundación de los arrondissements, el 17 de febrero de 1800, el cantón pasó a formar parte del arrondissement de Bayona, al que pertenece desde entonces.

## Consejeros generales
| Fecha de elección                          | Identidad          | Partido | Calidad |
| ------------------------------------------ | ------------------ | ------- | ------- |
| 1968                                       | Jean Eyherabide    |         |         |
| 1973                                       | Jean Eyherabide    |         |         |
| 1979                                       | Jean Castaings     | RPR     |         |
| 1985                                       | Jean Castaings     | RPR     |         |
| 1992                                       | Léopold Darritchon |         |         |
| 1998                                       | Jean Castaings     | UMP     |         |
| 2004                                       | Jean Castaings     | UMP     |         |
| No se conocen los datos anteriores a 1968. |                    |         |         |

## Supresión del cantón de La Bastide-Clairence
En aplicación del Decreto n.º 2014-248 de 25 de febrero de 2014 el cantón de La Bastide-Clairence fue suprimido el 22 de marzo de 2015 y sus cinco comunas pasaron a formar parte, tres del nuevo cantón de País de Bidache, Amikuze y Ostibarre y dos del nuevo cantón de Nive-Adour.